# Кондратьев, Михаил Юрьевич
Михаи́л Ю́рьевич Кондра́тьев (19 марта 1956, Москва — 5 мая 2015, Истринский район, Московская область) — советский и российский психолог. Доктор психологических наук, профессор, декан факультета социальной психологии Московского городского психолого-педагогического университета (1998—2013), член-корреспондент Российской академии образования (1996).

## Биография
1973 г. — попал в тюрьму, а затем в колонию для несовершеннолетних правонарушителей за уличную драку.
1974—1979 г. — обучение на историческом факультете МГПИ им. В. И. Ленина.
1977—1998 г. — в НИИ общей и педагогической психологии Академии педагогических наук СССР (ныне — Психологический институт РАО) прошел путь от лаборанта до главного научного сотрудника.
1983 г. — защитил кандидатскую диссертацию «Социально-ролевая детерминация межличностного восприятия в группах трудновоспитуемых подростков и юношей».
1993—1994 г. — ведущий научный сотрудник Федерального института социологии образования.
1993—1995 г. — учёный секретарь Экспертного совета Высшей Аттестационной Комиссии РФ по направлению «Педагогика и психология».
1994 г. — защитил докторскую диссертацию «Психология межличностных отношений подростка в закрытых учебно-воспитательных учреждениях».
1994—1997 г. г. — заведующий кафедрой социальной психологии в Университете РАО, преподавательская работа в Российской академии государственной службы при Президенте РФ.
В 1996 году был избран членом-корреспондентом РАО по отделению «Психология и возрастная физиология».
В 1995—1997 г. г. и в 2007—2008 г. г. являлся членом Экспертного совета ВАК в данной области.
С 1998 г. по 2013 г. — декан и профессор факультета социальной психологии Московского городского психолого-педагогического университета. В качестве декана факультета социальной психологии МГППУ М. Ю. Кондратьев руководил образовательным процессом по программам специалитета, бакалавриата и магистратуры, а также подготовкой серии отдельных магистерских программ по направлению «Социальная психология». Он является главным редактором международного научного журнала «Социальная психологии и общество», организовывал издательские проекты и конференции, посвященные развитию научной психологической школы А. В. Петровского.
2010 г. — инициировал создание международного научного журнала «Социальная психология и общество», став его главным редактором и заместителем председателя редсовета.
5 мая 2015 года — покончил жизнь самоубийством на своей даче в Истринском районе Подмосковья. В предсмертной записке сообщил, что устал бороться с онкологическим заболеванием.

## Научная деятельность
М. Ю. Кондратьев активно работал над развитием идей научной школы А. В. Петровского. Он разработал концепцию зарождения, формирования и развития отношений авторитетности в группе; разработал специальную исследовательскую методику для определения круга авторитетных лиц, а также ряд социально-психологических модификаций техники «репертуарных решеток» Дж. Келли; экспериментально зафиксировал и описал феномен «нисходящей слепоты», отражающий специфическую зависимость характера межличностного восприятия в группах от положения субъектов взаимодействия во внутригрупповой статусной иерархии; создал социально-психологическую модель групповой закрытости.
М. Ю. Кондратьев разрабатывал теоретические основы социальной психологии развития — отрасли социальной психологии, изучающей метасистему «личность — группа — широкий социум», рассматривая её в процессе непрерывного и взаимосвязанного развития всех её составляющих.
М. Ю. Кондратьев руководил организацией и проведением регулярных Всероссийских научно-практических конференций «Социальная психология малых групп».

## Издательская деятельность
М. Ю. Кондратьев руководил изданием ежегодных (с 2001 г.) сборников научных трудов «Социально-психологические проблемы образования: вопросы теории и практики» на факультете социальной психологии МГППУ; изданием материалов регулярной Всероссийской научно-практической конференции «Социальная психология малых групп», посвященной памяти профессора А. В. Петровского.
М. Ю. Кондратьев являлся главным редактором и заместителем председателя редсовета международного научного журнала «Социальная психология и общество»; членом редколлегии журнала «Вестник Московского государственного областного университета» (серия «Психологическая наука»).

## Преподавательская деятельность
М. Ю. Кондратьев являлся профессором кафедры социальной психологии развития факультета социальной психологии МГППУ, автором ряда учебных курсов по социальной психологии и руководителем отдельной магистерской программы «Социальная психология», председателем жюри стипендии имени А. В. Петровского в области социальной психологии для студентов специалитета и магистрантов. Также он осуществляет научное руководство аспирантами и докторантами по проблематике социальной психологии малых групп.
В МГППУ М. Ю. Кондратьев читал курсы «Социальная психология», «Социальная психология в интердисциплинарном контексте»; спецкурсы «Психология отношений межличностной значимости», «Авторитет власти и власть авторитета».
При непосредственном участии М. Ю. Кондратьева была разработана и реализована концептуальная система подготовки и повышения квалификации профессиональных социальных психологов и социальных педагогов в рамках Московской региональной программы «Столичное образование». В этих программах, реализуемых на факультете социальной психологии МГППУ, делается акцент на решении задач социально-психологической поддержки деятельности педагогических коллективов различных типов учебно-воспитательных учреждений столичного мегаполиса.

## Награды и звания
- Лауреат премии Президиума АПН СССР (1987 г.) за участие в подготовке коллективной монографии «Психология развивающейся личности»
- Медаль «В память 850-летия Москвы» (1997 г.)
- Лауреат Премии Президента РФ в области образования (1998 г.) за разработку и внедрение оригинальной модели «Система психолого-социального обеспечения развития столичного образования»
- Почётный работник высшего профессионального образования Российской Федерации (2006 г.)
- Медаль К. Д. Ушинского (2009 г.)

## Основные публикации
Автор около 300 научных, научно-методических и научно-популярных публикаций, среди которых:
- Кондратьев М. Ю. Слагаемые авторитета. — М.: Знание, 1988.
- Кондратьев М. Ю. Подросток в системе межличностных отношений закрытого воспитательного учреждения. — М.: ФИСО, 1994.
- Кондратьев М. Ю. Подросток в замкнутом круге общения. — М. — Воронеж, МПСИ, 1997.
- Кондратьев М. Ю. Социальная психология закрытых образовательных учреждений. — СПб.: Питер, 2005.
- Кондратьев М. Ю. Социальная психология // Психологический лексикон в 6т. Т.3. — М.: ПЕР СЭ, 2005.
- Кондратьев М. Ю., Кондратьев Ю. М. Психология отношений межличностной значимости. — М.: ПЕР СЭ, 2006.
- Кондратьев М. Ю., Ильин В. А. Азбука социального психолога-практика: Справочно-энциклопедическое издание. — М.: ПЕР СЭ, 2007.
- Кондратьев М. Ю. Социальная психология в образовании. — М.: ПЕР СЭ, 2008.
- Кондратьев М. Ю. Антология социальной психологии возраста. — М.: МГППУ, 2010.

Автор глав и разделов учебников: «Социальная психология» (М., 1987), «Введение в психологию» (М., 1997), «Социальная психология личности в вопросах и ответах» (Ростов/Дон, 2000), «Психология» (М., 2001—2005) и других.
В ноябре 2015 года вышла последняя книга Михаила Юрьевича Кондратьева — книга воспоминаний «Отечественное профессиональное психологическое сообщество. Штрихи к портрету поколения».